# Partamona aequatoriana
Partamona aequatoriana är en biart som beskrevs av Camargo 1980. Partamona aequatoriana ingår i släktet Partamona och familjen långtungebin. Inga underarter finns listade i Catalogue of Life.